# Samuel Slovák
Samuel Slovák (* 17. Oktober 1975 in Nitra) ist ein ehemaliger slowakischer Fußballspieler, der mittlerweile als Trainer arbeitet.

## Karriere

### Verein
Sein Stammverein war der FC Nitra. Danach hatte er beim ŠK Slovan Bratislava und CD Teneriffa gespielt. Bei Slovan Liberec war er nach einer langwierigen Verletzung aussortiert worden und war über ein halbes Jahr ohne Vertrag dagestanden. Ursprünglich war geplant gewesen, ihm beim 1. FC Nürnberg einen Vertrag auf Bewährung bis zum Saisonende anzubieten, doch seine Auftritte im Trainingslager in Belek führten dazu, dass er stattdessen einen Vertrag bis zum Jahr 2005 bekam. Außer durch seine spielerischen Fähigkeiten hatte er die Verantwortlichen beim 1. FCN auch durch seine hohe Bereitschaft beeindruckt, auf ein stark leistungsbezogenes Gehalt einzugehen. Auch im zweiten Jahr in Nürnberg blieb ihm aber aufgrund zahlreicher Verletzungen der große Durchbruch versagt, wenn ihm auch Trainer Wolfgang Wolf das Prädikat unser bester Fußballer verlieh. Insgesamt wurde er in 13 Erstligapartien eingesetzt, in denen ihm 3 Tore gelangen, unter anderem die beiden letzten Tore in einem Bundesliga-Spiel im Olympiastadion München. Kurz nach Saisonbeginn 2005/06 und nur zwei Kurzeinsätzen wurde sein Vertrag aufgelöst. Wenige Wochen später schloss er sich seinem langjährigen Verein ŠK Slovan Bratislava an, für den er als Mannschaftskapitän spielte. Im September 2010 hat er seine Karriere wegen Gesundheitsproblemen beendet, er steht vor dem Abschluss seiner Trainerausbildung und trainiert Junioren bei Slovan.
Im August 2012 wurde er Nachfolger von Vladimír Weiss als Cheftrainer Slovans. Er führte die Mannschaft in der Saison 2012/13 zur Meisterschaft. Nach einem schlechten Start in die Spielzeit 2013/14 wurde er Ende Juli 2013 wieder entlassen und durch Jozef Valovič ersetzt. Im Sommer 2014 übernahm er seinen früheren Klub Slovan Liberec, musste jedoch Ende des Jahres bereits wieder gehen, als der Klub auf einem Abstiegsplatz stand. Seit Juli 2017 arbeitet Slovák als Juniorennationaltrainer beim slowakischen Verband.

### Nationalmannschaft
Von 1996 bis 2007 absolvierte er 20 Spiele für die Slowakische Nationalmannschaft.

## Titel/Erfolge
- Slowakischer Meister: 1995, 1996, 2009
- Slowakischer Pokalsieger: 1997, 2010

## Privatleben
Er ist verheiratet und hat zwei Kinder.